# Oreophrynella
Oreophrynella ist eine südamerikanische Gattung der Froschlurche aus der Familie der Kröten (Bufonidae). Sie wurde 1895 von George Albert Boulenger erstmals beschrieben. Sie ist nicht zu verwechseln mit der ebenfalls 1895 beschriebenen Gattung Oreophryne, die in Südostasien vorkommt und zu den Papua-Engmaulfröschen gehört.

## Beschreibung
Es handelt sich um sehr kleine Frösche, die gut klettern können. Die Füße können greifen, der innere Zeh ist opponierbar und länger als der zweite. Finger und Zehen sind kurz, stumpf und haben keine ausgeprägten Schwimmhäute – dies trifft allerdings nicht für die 2009 neu beschriebene Art O. seegobini zu.
Die Pupillen sind waagerecht ausgerichtet. Die Zunge ist elliptisch geformt, ganzrandig und hinten frei; der Gaumen ist glatt. Es ist kein Trommelfell vorhanden. Die Eustachi-Röhre ist extrem winzig.   Die Coracoide und Präcoracoide sind sehr kräftig ausgebildet. Erstere bilden in der Mitte eine extensive Struktur mit Letzteren und umfassen auf allen Seiten ein ziemlich kleines, kreisförmiges Foramen. Ein Omosternum ist nicht vorhanden. Das Sternum ist knorpelig. Die Diaphysen der sakralen Wirbel sind stark geweitet.

## Verbreitung
Das Areal der Gattung umfasst Tepuis im Süden von Zentral-Venezuela sowie im angrenzenden Guyana.

## Systematik
Die Gattung Oreophrynella wurde 1895 von Boulenger als Oreophryne erstbeschrieben. Die Typusart ist Oreophrynella quelchii. Da aber wenige Tage vor der Veröffentlichung der Erstbeschreibung bereits Oskar Boettcher den Namen Oreophryne für eine andere Gattung verwendet hatte, schlug Boulenger im gleichen Jahr die noch heute gültige Änderung des Namens in Oreophrynella vor.
Die Gattung umfasst derzeit folgende acht Arten:
Stand: 17. September 2022
- Oreophrynella cryptica Señaris, 1995
- Oreophrynella huberi Diego-Aransay & Gorzula, 1990
- Oreophrynella macconnelli Boulenger, 1900
- Oreophrynella nigra (Kieselkröte) Señaris, Ayarzagüena & Gorzula, 1994
- Oreophrynella quelchii Boulenger, 1895
- Oreophrynella seegobini Kok, 2009
- Oreophrynella vasquezi Señaris, Ayarzagüena & Gorzula, 1994
- Oreophrynella weiassipuensis Señaris, Nascimento & Villarreal, 2005
- Oreophrynella dendronastes Lathrop & MacCulloch, 2007 wurde mit Oreophrynella macconnelli Boulenger, 1900 synonymisiert.

## Belege
- G. A. Boulenger: Description of a new Batrachian (Oreophryne Quelchii) discovered by Messrs. J. J. Quelch and F. McConnell on the Summit of Mount Roraima. In: The Annals and magazine of natural history; zoology, botany, and geology, 6th ser. v. 15 (1895), Seite 521. (online)